# Ochre River
Ochre River est une municipalité rurale du Manitoba située au centre. La population de la municipalité s'établissait à 952 personnes en 2001. La municipalité rurale possède le même nom que la ville d'Ochre River.

## Territoire
La communauté suivante est comprise sur le territoire de la municipalité rurale:
- Makinak

## Référence
- (en) Cet article est partiellement ou en totalité issu de l’article de Wikipédia en anglais intitulé « Rural Municipality of Ochre River » (voir la liste des auteurs).